# 土屋彦直
土屋 彦直（つちや よしなお）は、常陸土浦藩の第9代藩主。

## 経歴
寛政10年（1798年）5月28日、常陸水戸藩主徳川治保の三男として江戸小石川の水戸藩上屋敷で生まれる。
文化7年（1810年）10月15日に土浦藩の第8代藩主土屋寛直が継嗣無く死去したため、土浦藩の政治工作により、寛直の養女（妹）を正室に迎えた上で彦直が婿養子として家督を継ぐこととなり、寛直は文化8年（1811年）10月2日に死去したことにして、その後の11月23日に正式に家督を継いだ。
文化8年（1811年）の藩主就任直後に大火が起こって、藩財政難の一因を成した。文化14年（1817年）9月10日に奏者番に任じられ、文政11年（1828年）11月1日に寺社奉行に任じられる。しかし文政2年（1819年）に旱魃、天保7年（1836年）に冷害、大洪水などの被害を受けるなど、藩財政のさらなる困窮を招いた。
天保9年（1838年）12月7日、眼病により（失明とも）41歳で家督を長男の寅直に譲って、深川（現在の江東区森下4・5丁目）の下屋敷に隠居した。弘化4年（1847年）7月23日に死去した。享年50。

## 逸話
- 著名な窃盗犯である鼠小僧次郎吉が最初に捕縛されたのは、文政8年（1825年）、彦直が藩主時代の土浦藩上屋敷（蛎殻町2丁目）であった。
- 弘化2年（1845年）、彦直が隠居後に住んでいた下屋敷で、女中が殺されて死体が横川に浮かぶ、という事件があった。大名家絡みの事件という事で目付が捜査に当たったが、処理はうやむやに終わった。そのため、江戸の市中では隠居の彦直絡みのスキャンダルが噂された。

## 系譜
父母
- 徳川治保（実父）
- 石黒氏 ー 側室（実母）
- 土屋寛直（養父）

正室
- 充子 ー 土屋寛直の養女、土屋英直の娘

子女
- 欽子 ー 毛利元運正室
- 土屋寅直（長男）生母は充子（正室）
- 戸田氏範（三男）
- 増姫 ー 溝口直溥継室
- 小笠原長国正室